# Liste der Monuments historiques in La Bretonnière-la-Claye
Die Liste der Monuments historiques in La Bretonnière-la-Claye führt die Monuments historiques in der französischen Gemeinde La Bretonnière-la-Claye auf.

## Liste der Bauwerke
| Bezeichnung            | Beschreibung              | Standort | Kennzeichnung | Schutzstatus | Datum | Bild           |
| ---------------------- | ------------------------- | -------- | ------------- | ------------ | ----- | -------------- |
| Ponts du Port-la-Claye | Erbaut im 18. Jahrhundert | (Lage)   | PA00110079    | Inscrit      | 1985  | weitere Bilder |

## Liste der Objekte
- Monuments historiques (Objekte) in La Bretonnière-la-Claye in der Base Palissy des französischen Kultusministeriums